# Miracle à Manhattan
Miracle à Manhattan (Call Me Mrs. Miracle) est un téléfilm de Noël américain réalisé par Michael M. Scott et diffusé le 27 novembre 2010 sur Hallmark Channel.
C'est une suite au téléfilm Le Bonheur en cadeau (Mrs. Miracle), diffusé en décembre 2009.

## Synopsis
Madame Merkle, plus connue sous le nom de madame Miracle, une vieille dame facétieuse, réalise les vœux secrets des gens. Rencontrer l'homme de sa vie, un retour inespéré, un succès soudain et inattendu : voilà autant de cadeaux du ciel que madame Miracle a dans sa hotte. Cette petite fée aux cheveux blancs va changer la vie de beaucoup de personnes en cette fin d'année.

## Fiche technique
- Titre original : Debbie Macomber's Call Me Mrs. Miracle
- Réalisation : Michael M. Scott
- Scénario : Debbie Macomber (en), Nancey Silvers
- Photographie : Adam Sliwinski
- Musique : James Jandrisch
- Durée : 100 minutes
- Date de diffusion : 27 novembre 2010

## Distribution
- Doris Roberts : Mme Miracle Merkle
- Jewel Staite (VF : Laura Blanc) : Holly Wilson
- Eric Johnson (VF : Damien Boisseau) : Jake Finley
- Catherine Lough Haggquist (VF : Nadine Girard) : Clair Flowers
- Sean Carey : Mike Larson
- Mary Black : Betty
- Jocelyne Loewen (en) (VF : Patricia Legrand) : Carol
- Lauren Holly : Lindy Lowe
- Patricia Mayen-Salazar : Gloria
- Tom Butler : J.R. Finley
- Quinn Lord (VF : Tom Trouffier) : Gabe Larson